# Раков (Краснодарский край)
Раков — хутор в Каневском районе Краснодарского края.
Входит в состав Придорожного сельского поселения.

## География
Хутор Раков находится в Каневском районе и относится к Придорожненскому поселению Хутор Раков находится в четырёх километрах от станицы Придорожной у балки Жирякова.

## История
Хутор Раков основан братьями Раковыми. Офицеры Раковы получили земельный надел в благодарность за безупречную службу во славу отечества. Раковы были образованными выходцами из иногородних и принимали пришлых из российских губерний. Давали возможность иногородним работать и обустраиваться и жить на хуторе. Так в начале двадцатого века хутор занимал площадь в 30 га около 50 дворов на четырёх улицах В тридцатых на хуторе образован колхоз, в который вошли все хуторяне во главе с потомками офицеров Раковых.

## Население
| 2002 | 2010 |
| ---- | ---- |
| 9    | ↘5   |